# Jeju (Corea del Sur)
Jeju (en coreano: 제주시, Jeju-si) es la ciudad más grande y capital de la provincia de Jeju, ubicada en una isla al suroeste de Corea del Sur. Su área es de 977 km² y su población es de casi medio millón.

## Administración
La ciudad municipal de Jeju se divide en 19 barrios (dong), 4 villas (eup) y 3 poblados (myeon):
- Ara-dong 아라동
- Bonggae-dong 봉개동
- Dodu-dong 도두동
- Geonip-dong 건입동
- Hwabuk-dong 화북동
- Ido-1-dong 이도1동
- Ido-2-dong 이도2동
- Iho-dong 이호동
- Ildo-1-dong 일도1동
- Ildo-2-dong 일도2동
- Nohyeong-dong 노형동
- Oedo-dong 외도동
- Ora-dong 오라동
- Samdo-1-dong 삼도1동
- Samdo-2-dong 삼도2동
- Samyang-dong 삼양동
- Yeon-dong 연동
- Yongdam-1-dong 용담1동
- Yongdam-2-dong 용담2동
- Aeweol-eup 애월읍
- Gujwa-eup 구좌읍
- Hanrim-eup  한림읍
- Jocheon-eup 조천읍
- Chuja-myeon 추자면
- Hangyeong-myeon 한경면
- Udo-myeon 우도면

## Historia
El área de esta región ha jugado un papel importante en la historia. Hay una zona en el centro de la ciudad llamada Samseonghyeol (삼성혈) los tres agujeros sagrados, que según una leyenda, tres semidioses emergieron de la tierra para convertirse en los descendientes de los Tama, que fue un reino que gobernó la isla de Jeju desde tiempos antiguos, hasta que fue absorbida por la dinastía Joseon.
La ciudad ha crecido muy rápidamente desde la década de 1970. Shin Jeju (신제주), o "nuevo Jeju", fue creada hace algunas décadas, desde el aeropuerto y los edificios gubernamentales. Las edificaciones con techo de paja que eran comunes en toda la ciudad hasta la década de 1970 están desapareciendo gradualmente.
La ciudad fue separada del condado Bukjeju en 1955, sin embargo, en 2005 se aprobó una propuesta de fusión de la ciudad con el condado, también se fusionó el condado Namjeju. En 2006 se efectuó un plan para ser ciudad directamente administrada por la provincia.
En 2012, Kim Sang-Oh, se convirtió en alcalde, que fue el presidente regional de Nonghyup.

## Geografía
Los antiguos límites, de Jeju fueron de 19 kilómetros de este a oeste, y 10 kilómetros de norte a sur. Hacia el norte, se ve a través del estrecho de Corea en la costa sur de la provincia de Jeolla del Sur. Hacia el sur, se encuentra con la ciudad de Seogwipo que está en la parte superior de Hallasan.   

## Clima
| Parámetros climáticos promedio de Jeju (1981−2010) | Parámetros climáticos promedio de Jeju (1981−2010) | Parámetros climáticos promedio de Jeju (1981−2010) | Parámetros climáticos promedio de Jeju (1981−2010) | Parámetros climáticos promedio de Jeju (1981−2010) | Parámetros climáticos promedio de Jeju (1981−2010) | Parámetros climáticos promedio de Jeju (1981−2010) | Parámetros climáticos promedio de Jeju (1981−2010) | Parámetros climáticos promedio de Jeju (1981−2010) | Parámetros climáticos promedio de Jeju (1981−2010) | Parámetros climáticos promedio de Jeju (1981−2010) | Parámetros climáticos promedio de Jeju (1981−2010) | Parámetros climáticos promedio de Jeju (1981−2010) | Parámetros climáticos promedio de Jeju (1981−2010) |
| Mes                                                | Ene.                                               | Feb.                                               | Mar.                                               | Abr.                                               | May.                                               | Jun.                                               | Jul.                                               | Ago.                                               | Sep.                                               | Oct.                                               | Nov.                                               | Dic.                                               | Anual                                              |
| -------------------------------------------------- | -------------------------------------------------- | -------------------------------------------------- | -------------------------------------------------- | -------------------------------------------------- | -------------------------------------------------- | -------------------------------------------------- | -------------------------------------------------- | -------------------------------------------------- | -------------------------------------------------- | -------------------------------------------------- | -------------------------------------------------- | -------------------------------------------------- | -------------------------------------------------- |
| Temp. máx. media (°C)                              | 8.3                                                | 9.4                                                | 12.8                                               | 17.5                                               | 21.6                                               | 24.8                                               | 29.0                                               | 29.8                                               | 25.8                                               | 21.3                                               | 16.0                                               | 11.0                                               | 18.9                                               |
| Temp. media (°C)                                   | 5.7                                                | 6.4                                                | 9.4                                                | 13.8                                               | 17.8                                               | 21.5                                               | 25.8                                               | 26.8                                               | 23.0                                               | 18.2                                               | 12.8                                               | 8.1                                                | 15.8                                               |
| Temp. mín. media (°C)                              | 3.2                                                | 3.6                                                | 6.1                                                | 10.2                                               | 14.4                                               | 18.7                                               | 23.3                                               | 24.3                                               | 20.4                                               | 15.1                                               | 9.8                                                | 5.3                                                | 12.9                                               |
| Precipitación total (mm)                           | 65.2                                               | 62.6                                               | 88.6                                               | 89.6                                               | 96.4                                               | 181.4                                              | 239.9                                              | 262.5                                              | 221.6                                              | 80.3                                               | 61.9                                               | 47.7                                               | 1497.6                                             |
| Días de precipitaciones (≥ 0.1 mm)                 | 12.6                                               | 10.3                                               | 11.2                                               | 10.0                                               | 10.4                                               | 11.8                                               | 12.5                                               | 13.5                                               | 10.8                                               | 7.0                                                | 9.3                                                | 10.8                                               | 130.2                                              |
| Horas de sol                                       | 70.4                                               | 105.4                                              | 158.9                                              | 194.4                                              | 211.9                                              | 170.9                                              | 195.6                                              | 195.6                                              | 161.7                                              | 178.5                                              | 126.0                                              | 84.8                                               | 1854.1                                             |
| Humedad relativa (%)                               | 65.3                                               | 64.9                                               | 64.9                                               | 66.5                                               | 70.4                                               | 76.8                                               | 78.3                                               | 76.5                                               | 73.7                                               | 66.9                                               | 65.1                                               | 65.1                                               | 69.6                                               |
| Fuente: Korea Meteorological Administration        |                                                    |                                                    |                                                    |                                                    |                                                    |                                                    |                                                    |                                                    |                                                    |                                                    |                                                    |                                                    |                                                    |

## Economía
Debido a su posición central en el transporte, Jeju consigue la mayor parte del tráfico de turistas a la isla. Muchos turistas llegan a la ciudad a través de la terminal del puerto o el aeropuerto, los visitantes permanecen dentro de la ciudad para visitar diversos lugares de interés turístico. Estos incluyen la Roca de la Cabeza de dragón a lo largo de la costa, los agujeros Samseonghyeol en el centro de la ciudad, el parque nacional Hallasan en el interior, la montaña más alta del país Halla-san y el jardín botánico más grande del mundo: Bunjae Artpia.
La ciudad también vende un montón de naranjas, la cual es bien conocida por su fruto, la ciudad tiene grandes granjas de mandarinas y naranjas.
Jeju Air tiene su sede principal aquí.

## Transporte

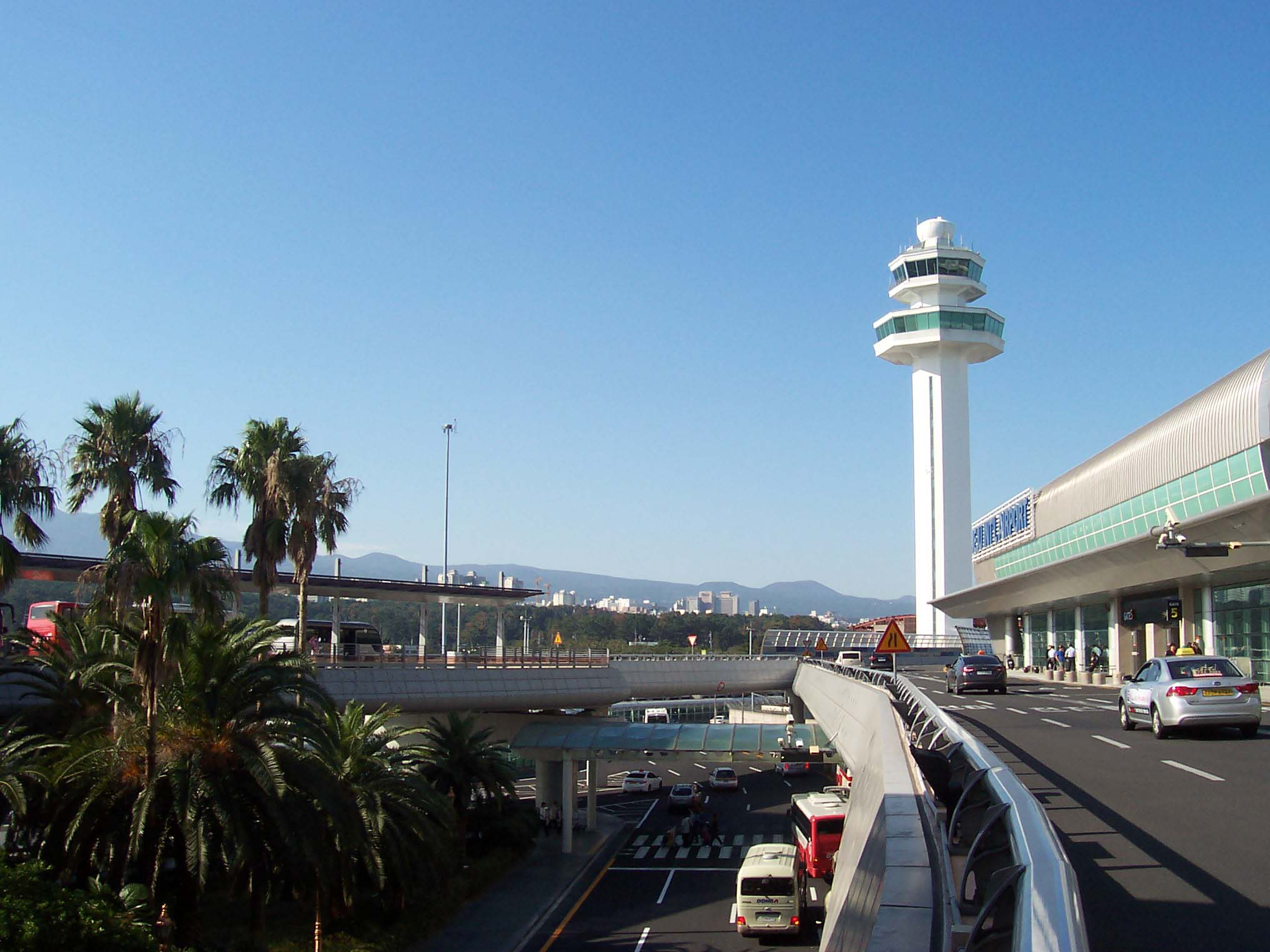
Aeropuerto internacional de Jeju.

La ciudad se conecta entre sí y con sus vecinas por todos los medios de transporte agua, tierra y aire. El Aeropuerto Internacional de Jeju registró casi 10 millones de pasajeros en 2011.
La ruta Jeju - Seúl es una de las rutas aéreas más transitadas del mundo con una media de unos 180 vuelos diarios y más de 13 millones de pasajeros.

## Deportes
El equipo de fútbol local es el Jeju FC (제주 유나이티드 FC). Fue fundado el 17 de diciembre de 1983 y juega en la K-League.

## Ciudades hermanas
- Adelaida, Australia
- Brisbane, Australia
- Wakayama, Japón
- Beppu, Japón
- Ruan, Francia
- Shanghái, China
- Guilin, China
- Yangzhou, China
- Kunshan, China
- Ecatepec de Morelos, México
- Santa Rosa (California), Estados Unidos

Pendiente con Ulm, Alemania.